# Ланка
Ла́нка (санскр. लंका IAST: lankā «остров») — древнее название острова Шри-Ланки. В древнеиндийском эпосе «Рамаяне» и в Пуранах Ланкой также называют столицу царства демона Раваны, находившуюся на Шри-Ланке. Описывается, что столица Раваны располагалась на плато, среди трёх горных пиков Трикута. Согласно «Рамаяне», Ланка была сожжена Хануманом. После того, как Равана был убит Рамой, царством правил брат Раваны Вибхишана. Говорится, что его потомки правили Ланкой во времена Битвы на Курукшетре. В «Махабхарате» описывается, что Сахадева дошёл до Ланки во время военного похода в Южную Индию, организованного Юдхиштхирой с целью проведения жертвоприношения раджасуя.